# Governatorato di Kostroma
Il governatorato di Kostroma' (in russo Костромская губерния?) è stato una gubernija dell'Impero russo, che occupava grossomodo l'attuale territorio dell'Oblast' di Kostroma. Istituita nel 1796, esistette fino al 1929, il capoluogo era Kostroma.